# جادویی اسرارآمیز
«جادویی اسرارآمیز» (انگلیسی: Mystical Magical) ترانه‌ای از خواننده و ترانه‌پرداز آمریکایی، بنسون بون است. این ترانه در ۲۴ آوریل ۲۰۲۵ به عنوان دومین تک‌آهنگ از دومین آلبوم استودیویی او با عنوان قلب آمریکایی (۲۰۲۵) منتشر شد. در این ترانه از ملودی ترانهٔ «فیزیکی» (۱۹۸۱) از الیویا نیوتن جان برداشت شده است.

## پیش‌زمینه و تبلیغ
در ۱۱ آوریل ۲۰۲۵، بنسون بون در جشنوارهٔ موسیقی کوچلا اجرا کرد و در جریان اجرایش، از آلبوم دوم خود با عنوان قلب آمریکایی رونمایی کرد. او علاوه بر اجرای مشترک با برایان می (گیتاریست گروه کوئین)، دو قطعهٔ جدید از آلبوم از جمله «قلب آمریکایی جوان» و «جادویی اسرارآمیز» را برای نخستین بار اجرا کرد. قطعهٔ دوم به ویژه به دلیل استفاده از عبارت «بستنی پرتوی ماه» (moonbeam ice cream) مورد توجه قرار گرفت. بون تا زمان انتشار رسمی ترانه در ۲۴ آوریل، بارها از آن با عنوان «ترانهٔ بستنی پرتوی ماه» یاد می‌کرد.
این ترانه همزمان با انتشار، دارای موزیک ویدئوی متن ترانه به کارگردانی مت ایستین بود که بون را در محیط‌های گوناگون در حال چرخ‌زدن، رقصیدن یا احاطه‌شده با بادکنک‌ها نشان می‌دهد.